# Chapeau
Pour les articles homonymes, voir Chapeau (homonymie).
Le chapeau est un couvre-chef, devenu un accessoire de mode. Il se distingue des autres couvre-chefs par sa matière, le feutre, la présence d'un bord plus ou moins large, et sa mise en forme. 

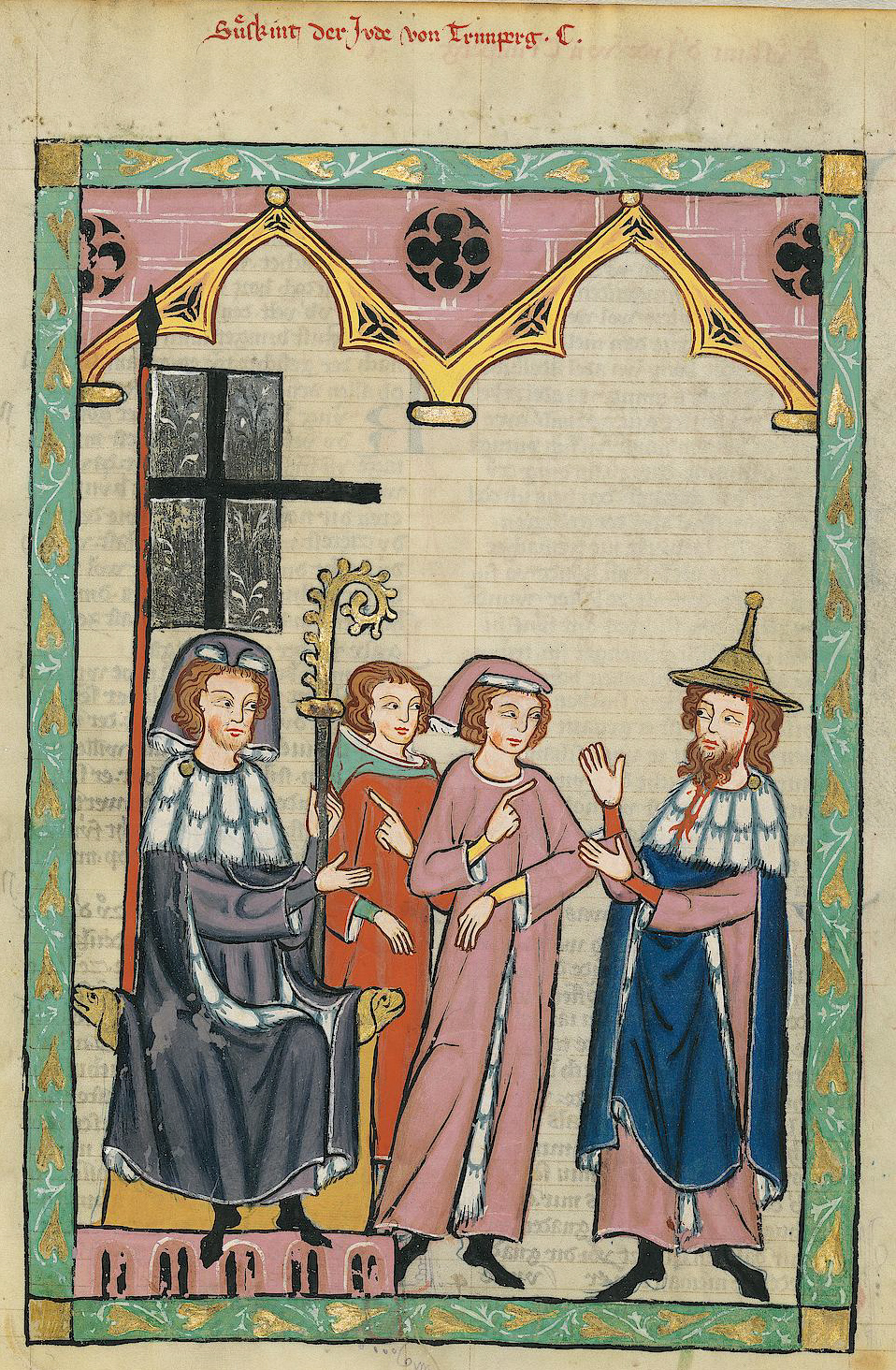
Coiffes et chapeaux médiévaux, dont le Judenhut, enluminure du codex Manesse, 1320.

## Définitions
Le mot chapeau vient de l'ancien français chapel, lui-même issu du latin caput (tête). En normand il a donné le mot cap, qui désigne en anglais la casquette (et non le chapeau).
Selon le dictionnaire d'Ancien français de Godefroy, le terme de chapel est une « coiffure que les hommes et les femmes mettent sur leur tête pour sortir » mais aussi une « couronne dans l'acception générale », et notamment une couronne de fleurs sens qui sera conservé jusqu'au XVIIIe siècle au moins.
Dans la première édition de son Dictionnaire françois en 1680, Richelet le définit comme « une couverture de tête dont l'homme se sert durant le jour et qui est composée de deux parties, dont l'une s'appelle forme et l'autre bord » (l'édition de 1715 en rajoutera une troisième, le lien).
L'article du Dictionnaire de l'Académie française de 1694 le définit comme une « coiffure, habillement de teste pour homme, qui a une forme et des bords. Autrefois on les faisoit de drap ou d'estoffe de soye, maintenant on les fait de laine ou de poil que l'on foule » ainsi que comme « une couronne qu'on met sur la teste dans quelque resjoüissance, dans quelque feste solemnelle », citant : « les Prestres à la procession portoient un chapeau desur la teste ».
Les mots capa, capella ont la même racine. Selon le Dictionnaire encyclopédique de l'Histoire de France de Ph. Le Bas « Le chapeau, qui, dans l'origine, fut un diminutif, non pas du chaperon, comme on l'a dit aussi, mais du capuchon qui accompagnait la chape, et servait à couvrir la tête, était une simple calotte de velours, de drap ou de feutre, retenue sous le menton par deux cordons. Cette calotte était tout unie ou ornée de fourrures, de broderies, de dorures et de pierreries, selon la fortune ou la condition de celui qui la portait. ».

## Organisation du métier et fabrication

### Organisation du métier
La fabrication du chapeau est faite par les chapeliers, une profession attestée à Paris depuis 1323 (Livre des métiers d'Étienne Boileau), qui est parfois regroupée avec celle des bonnetiers qui utilisent eux aussi du feutre (Rouen, Marseille). À Paris, les chapeliers sont d'abord divisés entre chapeliers de feutre, chapeliers de coton, de plume ou encore ceux de fleurs, avant d'être réunis, puis au XVe siècle, érigés en un métier distinct des bonnetiers. Le métier existe également dans d'autres pays : les chapeliers londoniens sont une corporation florissante aux XVIe et XVIIe siècles.
Le métier, à savoir l'accession à la maîtrise, le travail effectif et la qualité de la production, est réglementé par une série de statuts (1387, 1578, 1612, 1658) et par une série de règlements sur la qualité au XVIIIe siècle.
À la disparition des corporations, à partir de la Révolution française pour la France, la fabrication du chapeau devient également le fait des modistes. Dès le XVIIe siècle, les manufactures de chapellerie complètent la production en atelier : les chapeaux sont produits en plus grand nombre et en prêt-à-porter.
Le formier est l'artisan sur bois qui sculpte des blocs de tilleul en différentes formes, selon la demande des modistes ou des chapeliers, pour la mise en forme des chapeaux de feutre ou de paille ou de tissu.

### Fabrication quasiment inchangée depuis leXIVesiècle

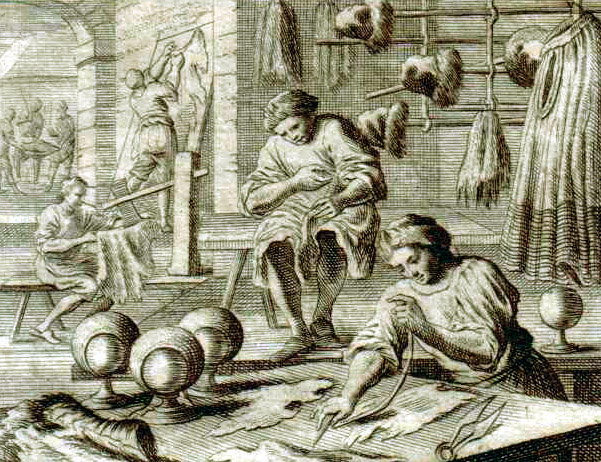
Les chapeaux en poil de castor ont été si appréciés qu’ils ont contribué à la forte régression de cette espèce en Europe, mais aussi au Canada, où s'est portée la demande européenne.

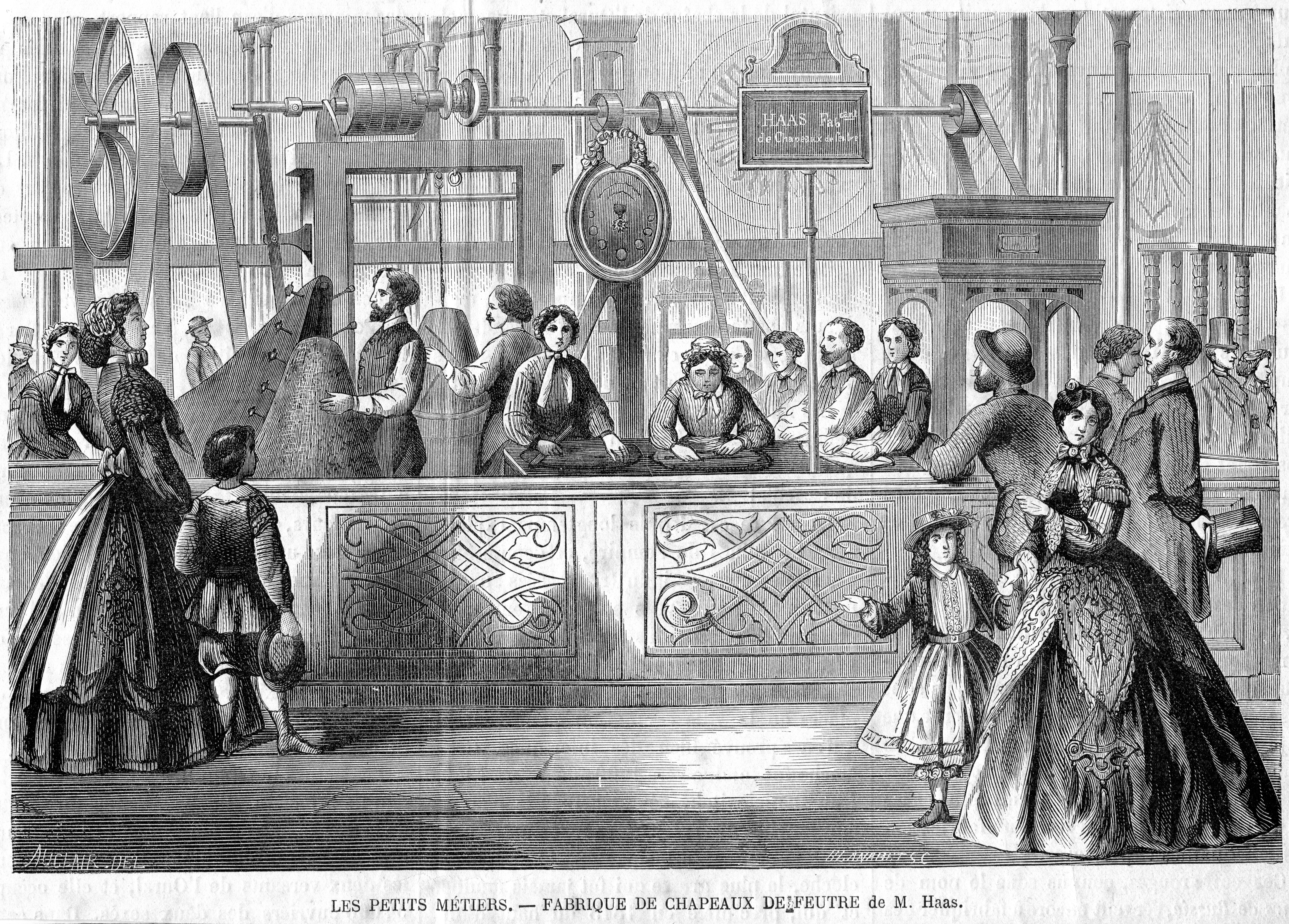
Exposition universelle de 1867 : Les petits métiers - Fabrique de chapeaux de feutre de M. Haas (gravure par Jules Blanadet).

Les principales techniques de fabrication des chapeaux sont mises au point au XIVe siècle et n'ont guère évolué depuis. Quel que soit le matériau utilisé pour faire le feutre (castor ou bièvre (ancien nom du castor), laine, vigogne (un camélidé de la famille des lamas), etc.), les étapes de fabrication ne changent pas. Ces étapes sont au nombre de cinq, dont une subsidiaire : préparation du poil, foulage, mise en forme, teinture et garniture.
- La préparation du poil consiste à couper le poil de castor et de vigogne des peaux, puis à les épurer en les arçonnant (une sorte de cardage).
- Le foulage est la transformation de ce poil en feutre : avant la mécanisation au XIXe siècle, le poil ou la laine cardés sont agencés en sorte de triangles nommés capades, que l'on réunit pour former une cloche. La foule, par l'action de l'eau chaude et du mouvement de va-et-vient et de pression de l'ouvrier, feutre la cloche et lui donne de la solidité et son caractère imperméable. Avec la mécanisation, le poil et la laine sont directement soufflés sur une forme de cloche avant que celle-ci soit foulée. Pendant cette opération, la cloche perd les deux tiers de sa taille originelle.
- La mise en forme fait passer la cloche au stade de chapeau : elle est placée sur une forme en bois, qui comprend seulement la calotte (jusqu'au XIXe siècle) puis la calotte et les bords. Au XIXe siècle, la cloche peut être mise en forme par pression sur des formes en métal.

- La teinture est une étape subsidiaire. Elle consiste à plonger le chapeau dans un bain de teinture (pour la couleur noire on utilise de la noix de galle puis avec les progrès de la chimie des teintures chimiques) en alternant bain et oxydation en plein air. La majorité des chapeaux sont noirs, mais on peut les teindre en d'autres couleurs, dès le XVIe siècle : le rouge est une couleur appréciée, en 1610 Louis XIII se fait livrer un castor teint en "vert de mer".
- La garniture finalise le chapeau : après séchage il est déformé de sa forme en bois, les poils disgracieux sont coupés ou brûlés, on le recouvre d'un apprêt imperméabilisant, on lui ajoute une coiffe et un cordon, et parfois des broderies.

En matière de chapeau le prêt-à-porter est la norme. En 1843, deux chapeliers français, M. Allié et M. Maillard firent breveter un outil, le conformateur, qui permettait de relever la conformation précise de la tête. La conformation des chapeaux était une étape de la vente obligatoire du fait de leur rigidité (haut-de-forme, chapeau melon, canotier). Elle était assurée par le chapelier de ville. Cet outil, principalement dédié aux chapeaux sur mesure, est encore utilisé pour la fabrication de certains chapeaux de théâtre. Les formes standard sont toujours utilisées pour les chapeaux de grande distribution suivant trois conformations : l'ovale normal, l'ovale allongé et l'ovale rond.

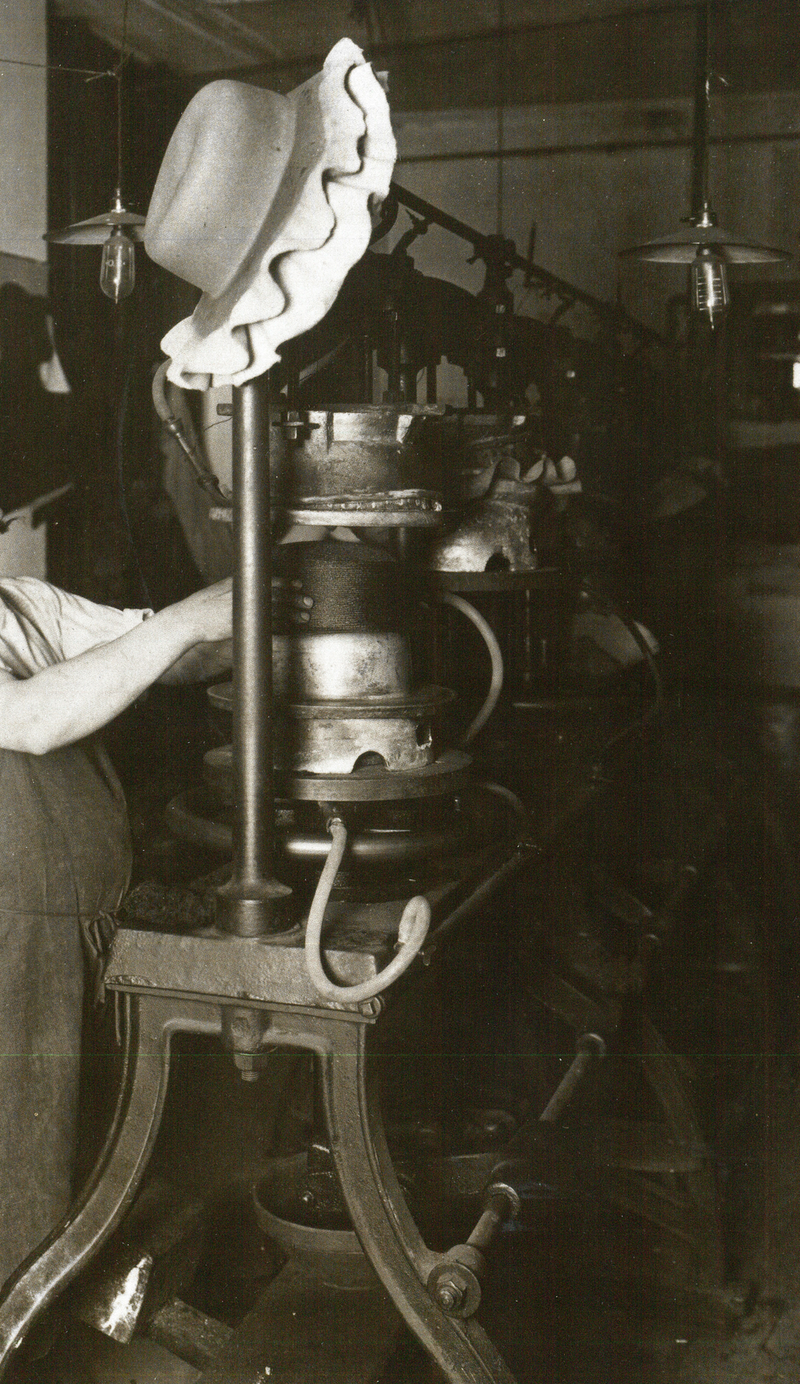
Formage d'un chapeau sur une machine, France, c. 1900.
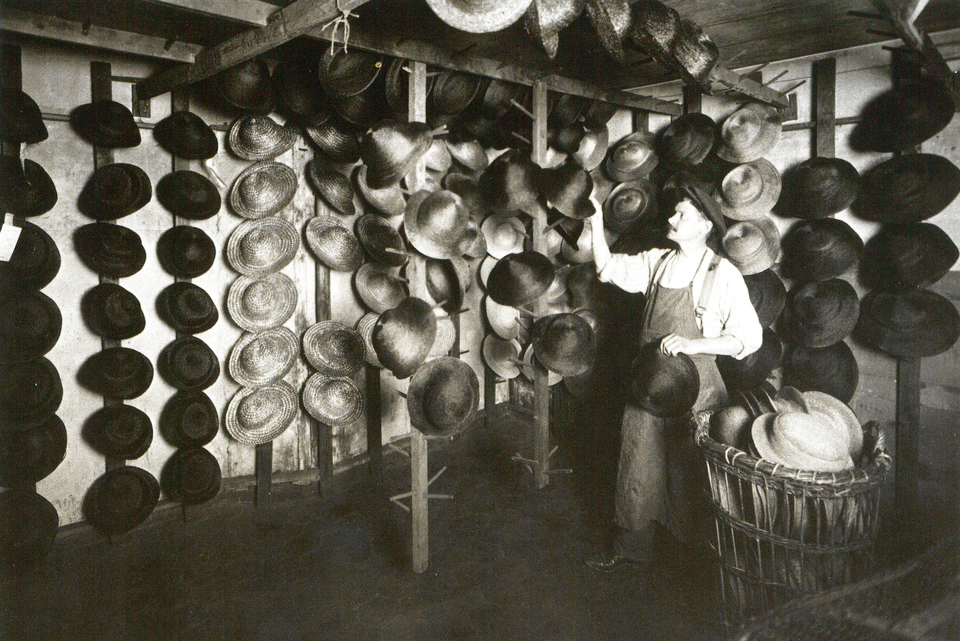
Séchage après formation à la vapeur, c. 1900.
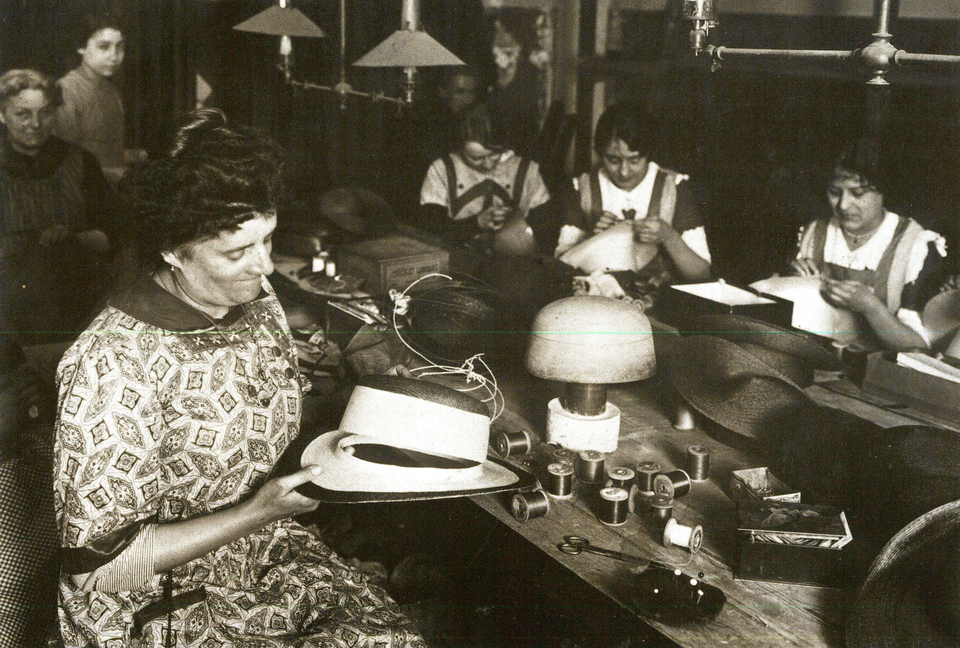
Atelier de finition, France, c. 1900.

### Pollution et intoxications au mercure
Aux XVIIIe – XIXe siècles, Paris, capitale de l'art, de la culture et de la mode, est aussi capitale « industrielle » avec une large gamme de produits chimiques utilisés dans ses manufactures. 
La chapellerie de l'époque utilise le nitrate de mercure pour la fabrication du feutre, selon le procédé de carroting. Son utilisation est particulièrement dans la ligne de mire sur ce point : des études géochimiques sur les niveaux de mercure dans le sol de Danbury et Norwalk, centres historiques de commerce de chapeaux dans le Connecticut en Amérique, montrent que le mercure s'y concentre toujours près des anciens ateliers de chapellerie. 

À Paris, entre les doreurs, les fabricants de miroirs et les chapeliers, près de six cents tonnes de mercure entrent dans l'environnement de la rive droite de la Seine, au centre de la ville, entre 1770 et 1830. Les années 1820 voient deux à trois mille chapelleries concentrées dans cette zone densément peuplée ; et en 1825, pour près de deux millions de chapeaux fabriqués annuellement par les chapeliers parisiens, chaque « secréteur » utilise dix kilogrammes de mercure par an. 

Dans le deuxième quart du XIXe siècle, la manufacture de Sèvres crée un service de table luxueux appelé service des arts industriels, qui se veut une vitrine artistique des techniques et du travail de l'artisanat et de l'industrie française de l'époque. Il est décoré par le peintre Jean-Charles Develly, qui visite des ateliers de chapeliers parisiens en été 1828 et y crée un projet de décoration d'assiette pour le service. Mais « la création de ces superbes assiettes en porcelaine à la décoration luxueuse a littéralement « doré » les problèmes de l'industrie » (pas seulement celle de la chapellerie, d'ailleurs). David, Ricordel & Couturier (2019) notent que cette assiette illustrant la chapellerie ne présente pas les opérations les plus salissantes et les moins recommandables de ce travail et que les sujets choisis illustrent (seulement) les gestes finaux de transformation des chapeaux en objets de désir du consommateur : la teinture, le blocage et le ponçage ou le picotage du chapeau. Ainsi est esquivé, entre autres, le problème majeur de l'empoisonnement par le mercure dont souffre non seulement toute la profession mais tous leurs voisins. Car cette date de 1828 est dans l'apogée de la consommation de mercure à Paris. L'hiver suivant et en mai 1829, une épidémie massive d'acrodynie ou maladie de Pink touche plus de 40 000 parisiens. Certains attribuent cette épidémie à l'arsenic ou au plomb, mais l'historien André Guillerme affirme que l'agent responsable en est le mercure provenant des industries locales.

## Historique

### Dans l'Antiquité

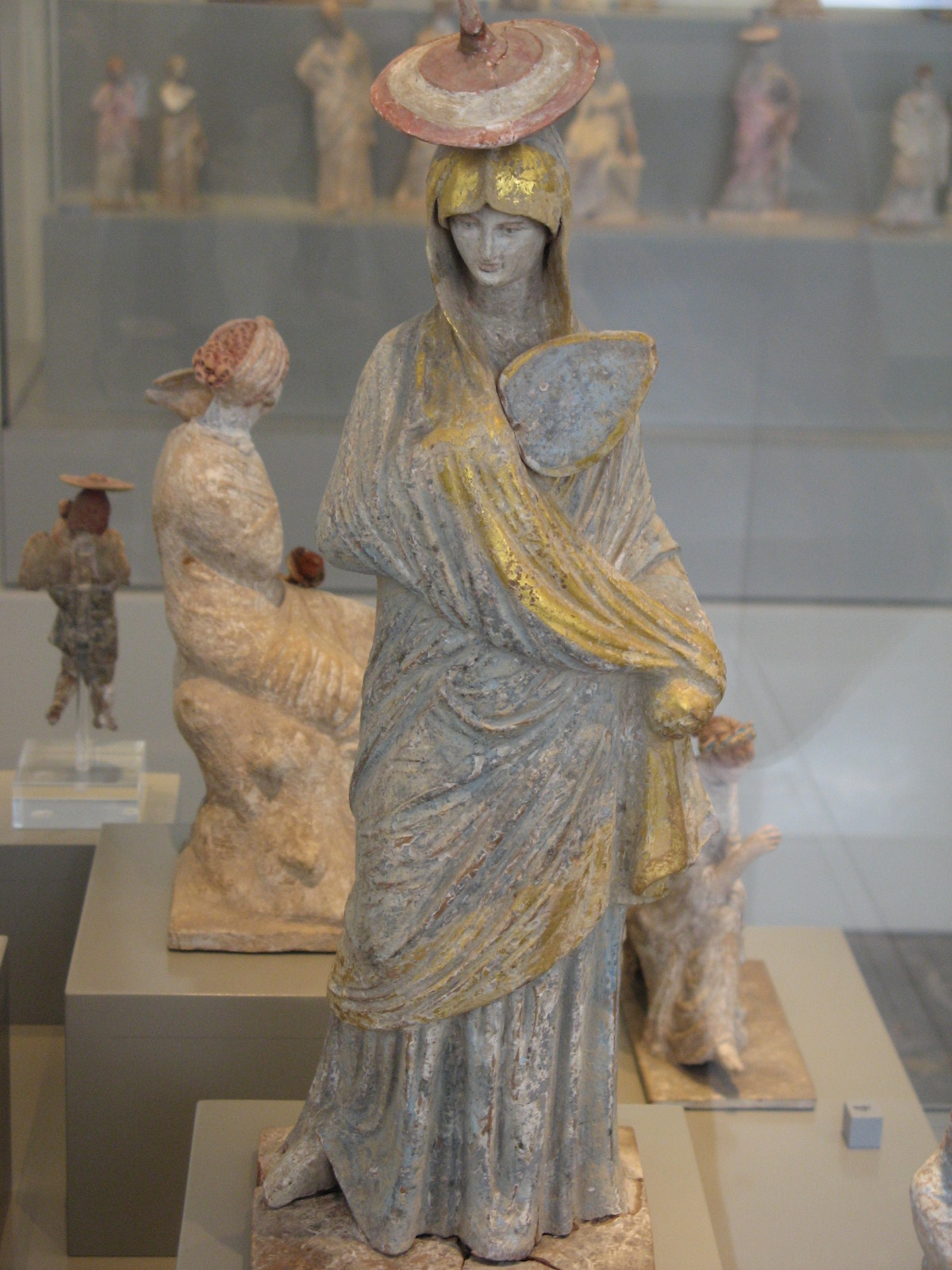
Tanagra représentant une femme avec son chapeau en parasol,

On n'a pas de traces de chapeau datant de la préhistoire, mais il est possible qu'ils aient existé.
Des chapeaux sont en tous cas portés dès l'Antiquité, dont le pétase grec et le pilos, couvre-chef commun dans la Grèce antique. Ce même pileus coiffe les esclaves affranchis dans la Rome antique. Les femmes grecques préfèrent porter la tholia, chapeau de paille rond à larges bords relevé en pointe en son centre, et fréquemment posé sur un voile comme le montrent les figurines de Tanagra du IVe siècle av. J.-C..
Dans son Thresor de la langue françoyse, paru en 1606, Jean Nicot cite le « chapeau contre le bronzage/hasle du Soleil » (Causia, Vmbella), celui de paille de blé « fait d'espis de bled » (Corona spicea), le « chapeau de fleurs, ou Bouquet » (Sertum, Strophium), le « Chapeau deentrelassées et entassées » (Pactilis corona).
Au Moyen Âge, selon Philippe Le Bas, leur usage est attesté dès le règne de Charles VI, où les chapeaux fréquemment portés à la campagne sont adoptés à la ville « mais seulement les jours de pluie ». On sait que Charles VII, pour son entrée dans Rouen en 1449, portait un chapeau de castor. Louis XI est fréquemment représenté avec son chapeau orné d'enseignes, des "images en plomb des saints auxquels il avait le plus de dévotion ». Marqueur social, il s'agit d'un accessoire essentiellement masculin, les femmes portant plutôt des voiles, des foulards ou des bonnets qui peuvent cependant atteindre des proportions extravagantes, tels les hennins. Le port d'un chapeau par la femme est alors considéré comme frivole, à l'exception de son utilisation lors de voyage. C'est au XVIe siècle que les femmes s'approprient le chapeau, imitant les courtisans mâles.
Évoluant au gré des modes, il continue à être utilisé, même si au XVIIIe siècle, en raison des volumineuses perruques, les hommes portent au bras leur bicorne. En France son usage est petit à petit réservé aux femmes avant qu'au XVIIIe siècle les dames de la cour n'arborent les créations de leurs marchandes de modes.
Le chapeau continue alors d'être portés par les deux sexes jusqu'à la fin de la seconde guerre mondiale. Aujourd'hui, il n'est plus qu'un accessoire de mode, porté lors d'occasions spéciales (mariage, enterrement) ou pour se protéger des éléments (pluie, soleil).

### Évolution des formes de chapeaux

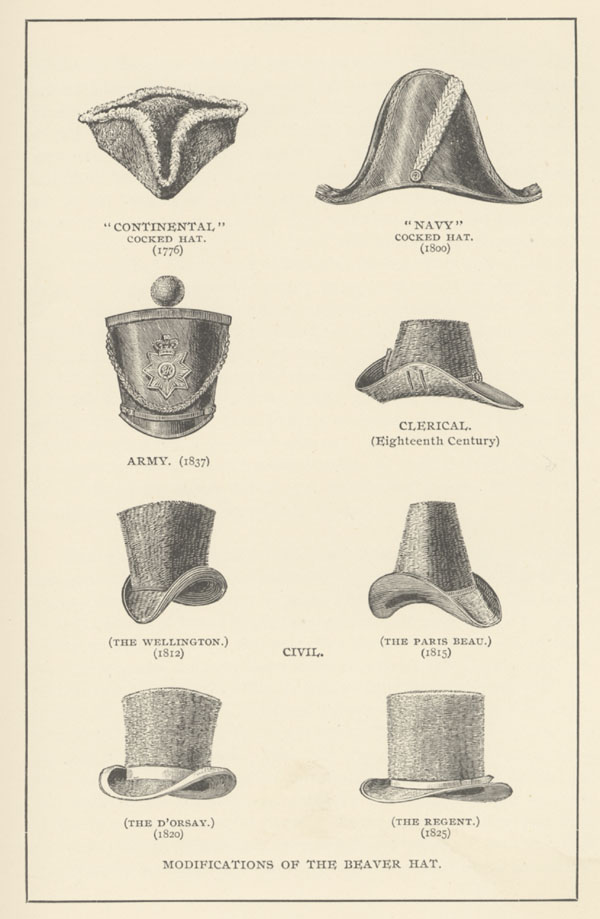
Évolution du chapeau en peau de castor au Canada, cause de forte régression de cette espèce.

La forme du chapeau évolue sur trois éléments : le bord du chapeau, dit aussi "aile", la hauteur de la calotte, la forme de cette calotte (ronde, carrée, en pointe).
Dans la première moitié du XVIe siècle, la mode française est au chapeau à la calotte très plate et au bord très étroit. La calotte augmente petit à petit dans la seconde moitié du XVIe siècle, formant la toque recouverte de tissu plissé et à petits bords qui caractérisent notamment les portraits de Henri III. À l'extrême fin du XVIe siècle, le chapeau voit sa calotte diminuer et ses bords s'élargir un temps.
Dès 1610, mais surtout dans les années 1620-1630, la mode est sous influence hollandaise, avec les chapeaux en "pain de sucre", à savoir à calotte haute et conique et aux bords étroits. Dès 1630 cependant la taille de la calotte diminue tandis que celle des bords augmente. Au début du règne de Louis XIV, la mode est au chapeau de mousquetaire, à savoir une calotte de petite taille, carrée, masquée par un grand panache, et aux bords très large. Dès les années 1670, à la Cour, les hommes préfèrent porter des chapeaux à petite calotte et à bords de taille moyenne ou petite.
On s'aperçut ensuite que ses bords étendus gênaient le maniement des armes ; « alors on imagina pour les troupes le chapeau à trois cornes, qui est la coiffure militaire, et la coiffure d'étiquette dans les hauts rangs de la société. Sous le ministère du comte de Saint-Germain, on s'avisa de coiffer les brigadiers de cavalerie de chapeaux à quatre cornes; mais cet usage ne dura pas. Depuis un peu plus de trente ans, les troupes ont quitté le chapeau pour le bonnet à poil, le shako ou le casque, quand elles sont sous les armes. Dans le monde, la coiffure générale des citoyens est aujourd'hui le chapeau rond de couleur noire; celle des fonctionnaires, dans les cérémonies publiques, est le chapeau noir à cornes, orné de plumes. Celle des militaires en petite tenue est le même chapeau, avec ou sans plumes, suivant le grade. Les ecclésiastiques portent aussi le chapeau à trois cornes, mais lui donnent une forme particulière ».

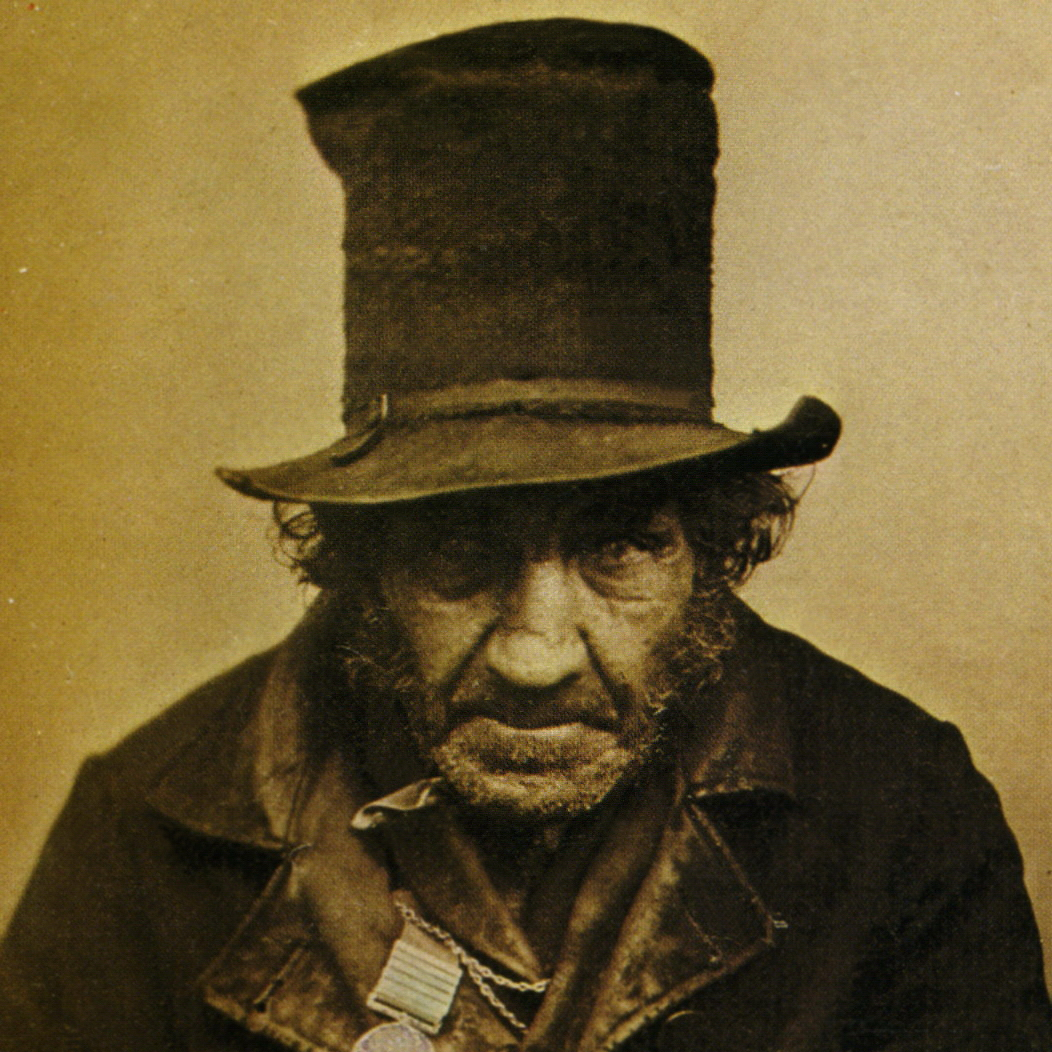
Homme avec chapeau, photographie de 1860.

Comme souvent dans les périodes tumultueuses, le chapeau peut servir à une expression politique ou de soutien à un régime. En juillet 1815, après les 100 jours, il fallait porter du blanc. On peut lire dans le Journal de Rouen du 13 juillet 1815, un avis en forme de consigne pour la nouvelle mode : « Les chapeaux de paille blanche de la dernière forme ont la passe quarrée, très saillante, et un fond plat qui déborde d'un travers de doigt, et forme bourrelet sur la passe. Entre la passe et le fond, on met une guirlande en diadème, beaucoup plus épaisse au milieu que des extrémités. Elle est composée de roses blanches ou de lys, de myrte ou de jasmin. (... ) Les modistes posent sur ces chapeaux trois roses blanches et trois plumes duveteuses. »
En 1845, l'encyclopédiste Philippe Le Bas ajoute que la généralisation du chapeau « nécessita l'établissement de grandes fabriques, notamment à Lyon et à Paris, et l'on fit bientôt une telle consommation de castors, que ceux que l'on trouvait en France, et spécialement dans les îles du Rhône, étant détruits, il fallut poursuivre ces animaux industrieux et inoffensifs jusque dans les lacs glacés du Canada » (...) « On imagina de suppléer à leur fourrure par celle d’animaux indigènes (lièvre, lapin et même le chien caniche). On a aussi fait en « peluche de soie » des chapeaux légers moins chers qu’en feutre, et pour l'été des chapeaux gris en feutre, des chapeaux en paille, en osier, en lacets et en étoffes de soie ou de coton dont les formes varient au gré de la mode. On fabrique, pour les voituriers et les marins, des chapeaux de bourre ou de laine commune, que l'on revêt de plusieurs couches de vernis qui leur donnent de l'éclat, de la durée, et les rendent impénétrables à la pluie ».

#### Mode auXXesiècle

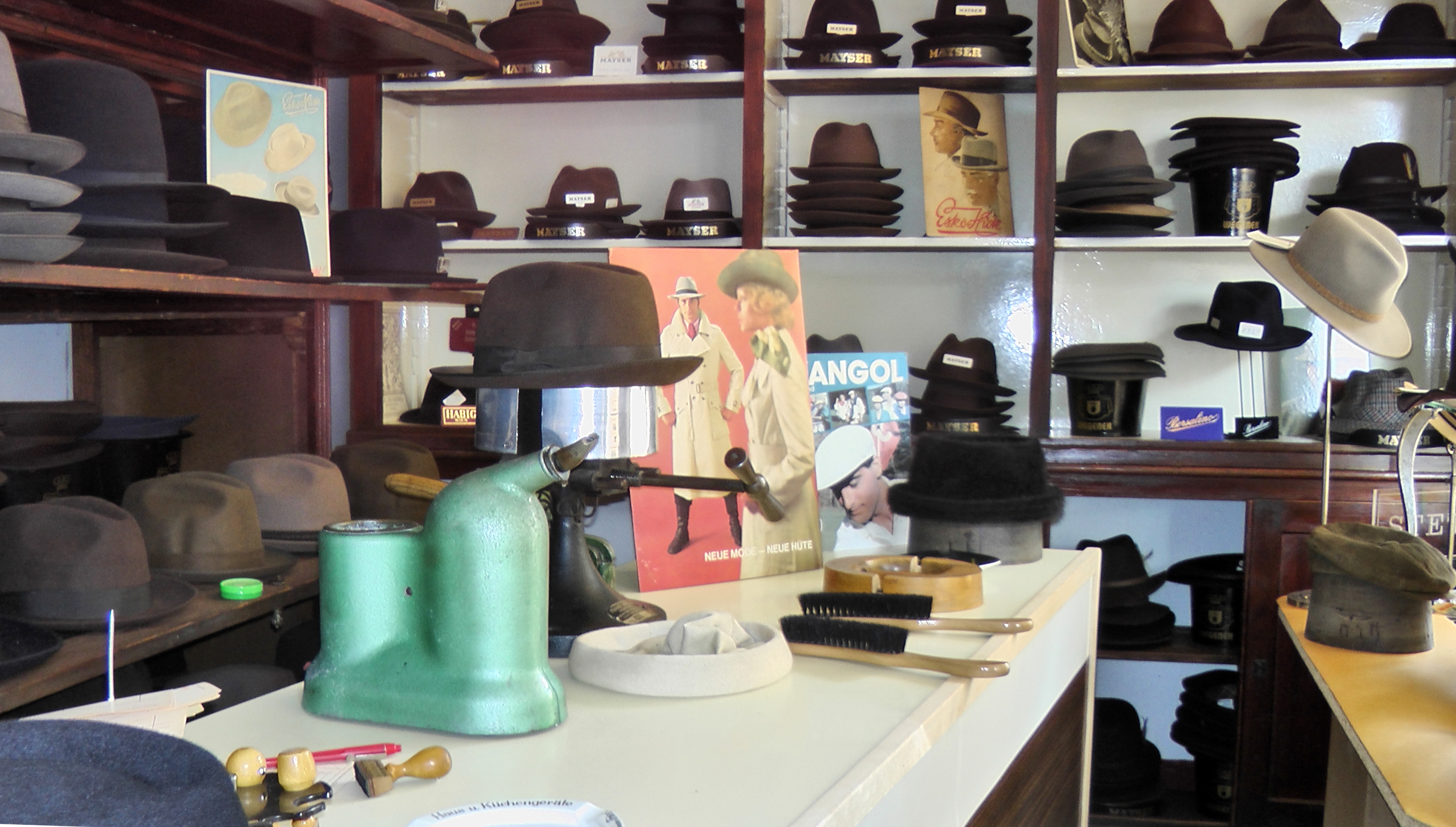
Boutique de chapelier v. 1900, Écomusée Roscheider Hof.

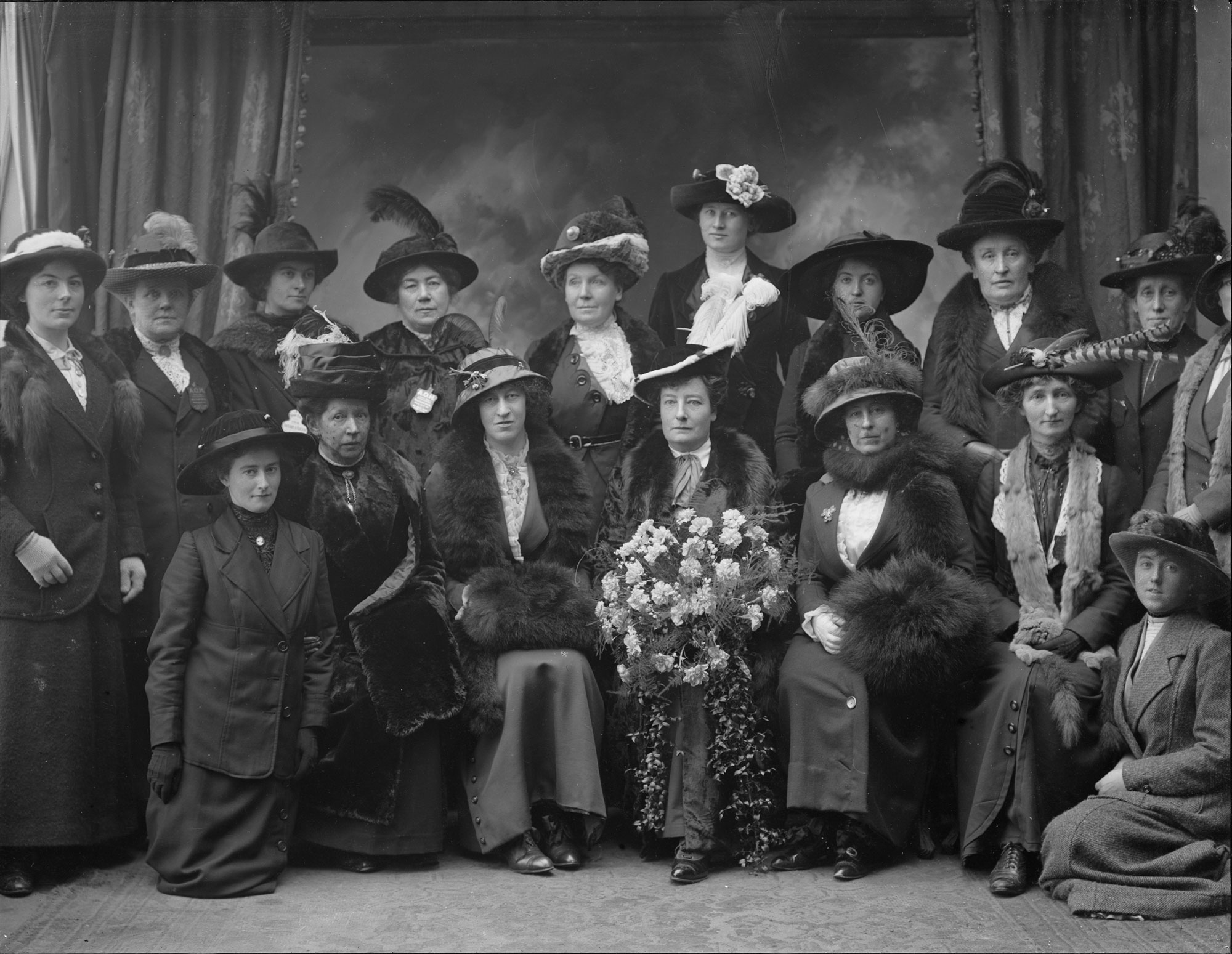
« Dames à chapeau » en Irlande, 25 janvier 1914.

Jusqu’à la Première Guerre mondiale, le chapeau est un élément indispensable de la toilette. Son absence signale au regard l’ouvrière qui sort « en cheveux ». Dans toutes les villes des modistes répondent à la demande d’une énorme clientèle en créant leurs propres modèles ou en adaptant ceux de la mode parisienne.
Au tournant du XIXe siècle, la silhouette se modifie. Le grand chapeau apparaît avec le costume tailleur vers 1900. Il permet d’équilibrer la toute nouvelle jupe cloche. La garniture est posée très haut sur des chapeaux de plus en plus larges. Ils sont maintenus par des épingles à chapeau, nouvel accessoire.
Les liens entre la haute couture et les chapeaux remontent à Worth et à sa collaboration avec Mme Virot dans les années 1890. « Une bonne modiste était capable d’interpréter l’esprit d’une collection sans sacrifier sa propre créativité. Bien que leur contribution ne fût pas officiellement reconnue, tous ceux qui faisaient partie du monde fermé de la mode parisienne savaient quelles modistes avaient créé les modèles qui accompagnaient la collection présentée par son couturier ».
Les grandes modistes de cette époque sont Caroline Reboux, Lucienne Rebaté, les sœurs Legroux, madame Blanchot, Lewis, Marie Alphonsine.

##### Années 1920
Sous l’influence de Paul Poiret les robes deviennent plus simples dès les années 1910. La silhouette s’allonge et s’aplatit. De nouvelles coiffures sont créées pour les activités sportives : automobile, bain, canotage. Les femmes coupent leurs cheveux. Un nouveau chapeau apparaît, le chapeau cloche à côté de la capeline et de la toque. Parmi les grands noms de cette époque, on trouve Rose Valois, Suzanne Talbot.
Coco Chanel débuta comme modiste avant de se lancer dans la haute couture. Ses chapeaux étaient comme ses vêtements, inhabituels tant par la pureté de leur ligne que par la. Contrairement à Elsa Schiaparelli qui « aimait choquer et adorait les paradoxes des surréalistes. Elle utilisait les chapeaux comme un point d’exclamation, une « folie » qui couronnait un look et donnait matière à discussion. Le concept de la démesure était entré dans l’histoire des modes du XXe siècle ».
Dans les années 1920, en Espagne, le mouvement artistique féminin des Las Sinsombrero ((les « Sans-chapeau ») assume de ne plus porter le chapeau en public.

##### Années 1930
La chevelure et le chapeau vont constituer des éléments essentiels de l’esthétique féminine, symbolisant peut être le mieux cette époque. Il existe un chapeau pour tous les évènements de la journée. Les chapeaux garnis sont à l’honneur. Les garnitures sont posées près du visage. Les chapeaux reprennent de la hauteur à la fin des années 1930. Les lignes verticales sont ainsi à l’honneur et sont encore accentuées par des drapés en hauteur, des coques, des aigrettes, des ailes, des nœuds disposés au sommet de la calotte. Avec Schiaparelli, les grandes modistes de cette époque sont Rose Valois, Louise Bourbon, Germaine Page, Rose Descat, Gaby Mono, Agnès et Claude Saint-Cyr.

##### Seconde Guerre mondiale
Le monde de la mode traverse une crise pendant la Guerre. Certaines maisons de haute couture ferment leurs portes. La pénurie des matériaux touche celles qui continuent leur activité. C’est l’époque des matériaux de substitution : la fibranne, la rayonne, le bois, la paille, le liège. « Le modélisme s’accommode de ces difficultés mieux que la couture et est très novateur. Ce bouleversement permet l’éclosion de jeunes talents : Albouy, Gabrielle, Gilbert Orce ». « L’heure est aux performances : chapeau en papier journal d’Albouy, toque en copeaux de bois d’Agnès ». Selon l’historienne Dominique Veillon : «… l’exubérance créatrice des couvre-chefs peut s’expliquer comme la manifestation diffuse d’une révolte contre la dureté de l’époque ». Les chapeaux apportent également des solutions concrètes au froid (capuchon), à la difficulté d’entretenir ses cheveux (turban et foulard).

##### Après-guerre
La fin de la Guerre et la disparition progressive des pénuries marque le retour des belles matières, une volonté de raffinement et d’opulence, à l’image des créations de Christian Dior nécessitant des mètres de tissu. Les petits chapeaux alternent avec les grands, en fonction des robes larges et des minces tailleurs.
Depuis la fin des années 1960, le port du chapeau est cependant tombé en désuétude, même si certains jeunes se réapproprient depuis cet accessoire de mode.

## Couvre-chef et apparat en Europe
On se souvient des chapeaux extravagants des élégantes du siècle dit des lumières à ceux du XIXe siècle, mais les rois et princes d’Asie et d’Europe ont très tôt acheté des chapeaux aussi complexes et plus coûteux, aux chapeliers. alors qu’aux mêmes époques dans d’autres régions du monde les couvre-chef complexes faits de plumes et d’autres ornements étaient probablement depuis longtemps fabriqués et portés. Le métier de chapelier était en France déjà codifié sous Louis IX, comme le montre un chapitre du Registre des métiers. À titre d’exemple la comptabilité, de l'an 1351 décrit pour une commande un chapeau de castor enrichi d’or, perles et émaux commandé par le roi pour « maistre Jean, le fol du roy » ;
« Baillez à Kathelot la chapellière, pour un chappel de bièvre (chapeau de castor ; bièvre est l'ancien nom du castor européen, dont le poil est utilisé pour fabriquer du feutre), fourré d'armines (de fourrure d'hermines), « couvert par dessus d'un roisier (rosier ?) dont « la tige estoit guippée d'or de Chippre, et les feuilles d'or soudé ; ouvré par dessus d'or de Chippre, de grosses perles de compte et de grenas, et les rosés faites et ouvrées de grosses perles, toutes de compte, et « par les costez avoit deux grandes quintefeuilles d'or soudé, semées de grosses perles, de grenas, de pierres esmaillées et pardessus le chappel, en haut, avoit un dauphin fait d'or, tournant à vis sur un tuyau d'argent. Lequel chappel garny de boutons, de perles rondètes et menues, et orfroiriées de bisete d'or de plite et de grosses « perles, mons le dauphin commanda à l'argentier, et en chargea faire tel et d'icelle devise, pour donner à maistre Jean, le fol du roy. »
Cette même comptabilité précise plus loin que Kathelot, la chapelière a reçu cinquante ventres de menu vair qui avaient coûté 5 livres 6 sous, pour fourrer un « chapeau de bièvre » destiné au roi.

## Types

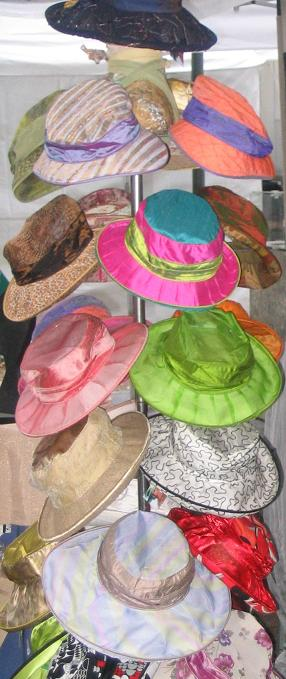
Porte-chapeau orné de multiples chapeaux.

## Usage
Indépendamment de la protection contre les intempéries, le chapeau est un accessoire de mode permettant d'exprimer sa stature sociale.
Comme le vêtement, le chapeau semble avoir eu un double rôle, de protection (contre le froid, le soleil, la pluie, les embruns, voire certains combats...), mais aussi d'affirmation d'un statut social (chapeau d'apparat), d'une appartenance ethnique ou clanique... pour finalement devenir un accessoire de mode à part entière. La tradition veut que le fait d'ôter son chapeau (se découvrir) soit une marque de respect et d'humilité (du moins pour les hommes ; pour les femmes, l'usage est différent[précision nécessaire]) ; la coutume s'est répandue jusqu'à devenir un signe de salut.
En 1889, le comte de Larmandie écrit même un guide du coup de chapeau basé sur de nombreuses observations. Selon lui le chapeau s'ôte d'un geste large, gracieux et brusque, le chapeau doit rester un instant en l'air avant d'être remis rapidement sur la tête.

### Chapeau et arts du spectacle
Dans les années 1750, le chapeau est d'une telle importance dans la société qu'il fait l'objet d'un spectacle de music-hall par le mime français Tabarin. Il disposait d'un feutre à large bord et à calotte creuse, qu'il pliait et dépliait pour lui donner la forme des couvre-chefs à la mode en adaptant son expression au sens qu'il voulait donner au chapeau qu'il représentait. Ce spectacle disparut avec son auteur mais fut réactualisé vers 1870 par Léon Fusier au point que ce genre de spectacle prit le nom de « chapeaugraphie » et devint très en vogue dans les années 1900.
Les jongleurs et les magiciens utilisent aussi le chapeau comme accessoire. Le premier homme à avoir fait sortir un lapin d'un chapeau est Louis Comte, un comique de cour français, en 1814. Ce numéro resta à la mode pendant tout le XIXe siècle.
Le chapeau melon en feutre est fréquemment utilisé comme instrument de manipulation en jonglerie. Le cône traditionnel de feutre blanc est, chez le clown, un symbole de pouvoir, planté fièrement sur le crâne, légèrement de côté, certains y ajoutent même des plumes comme les clowns espagnols. Parfois aussi ce cône fait penser au chapeau d'Arlequin, avec des larges bords. Le chapeau de l'auguste est souvent mou, de forme plate, écrasé malencontreusement ou déformé par un coup de batte bien placé. Il est de toute façon malmené.

### Couvre-chef professionnel : les chapeaux dans le travail[19]
Dans les sociétés occidentales, les chapeaux de travail servent à indiquer rang et profession. 

#### Uniforme, vêtement d’autorité[20]
Au XIXe les agents de l’administration se voient dotés de vêtement spécifique. Ces vêtements étaient assortis de chapeau : bicorne noir pour l’administration centrale en usage jusqu’au milieu du XXe siècle, le képi pour la préfectorale et la coloniale. Les grands services de l’État se voient attribuer un képi (services pénitentiaires, police) ou la casquette qui s’est plus largement imposée depuis les années 1980. Le vêtement ecclésiastique assorti d’une barrette à partir du XVIIe siècle, laisse place au béret quand la soutane est remplacée à la ville par le costume ordinaire. La laïcisation de l’assistance publique entraîne la réglementation des costumes du personnel, dont le port du bonnet, remplacé par le voile en 1917 et tombé depuis en désuétude.

#### Couvre-chef de protection
Les premiers casques de protection civils ont été créés en cuir ou en cuivre (sapeurs-pompiers français) pour les forces de police et les pompiers. Ils ont été étendus aux activités sportives (cheval, cyclisme, moto). Ils sont désormais fabriqués en fibre de verre, polystyrène expansé.

### Coiffures de Sainte-Catherine
Yvonne de Sike, responsable du département Europe du Musée de l’Homme à Paris commente ainsi cette coutume. « Catherine, fille de notables d’Alexandrie au début du IVe siècle et convertie au christianisme refusait toute proposition de mariage […]. Jadis, dans les ateliers de couture, le jour de la Sainte-Catherine, on coiffait de chapeaux farfelus les jeunes filles ayant atteint l’âge fatidique. Cette pratique donnait lieu à des réjouissances et à des bals populaires. C’était évidemment une façon indirecte de faire rentrer rituellement dans le « circuit » des épouses potentielles, celles qui, autrement, risquaient d’en être exclues ».

## Anatomie du chapeau

Diagramme représentant l'anatomie du chapeau.

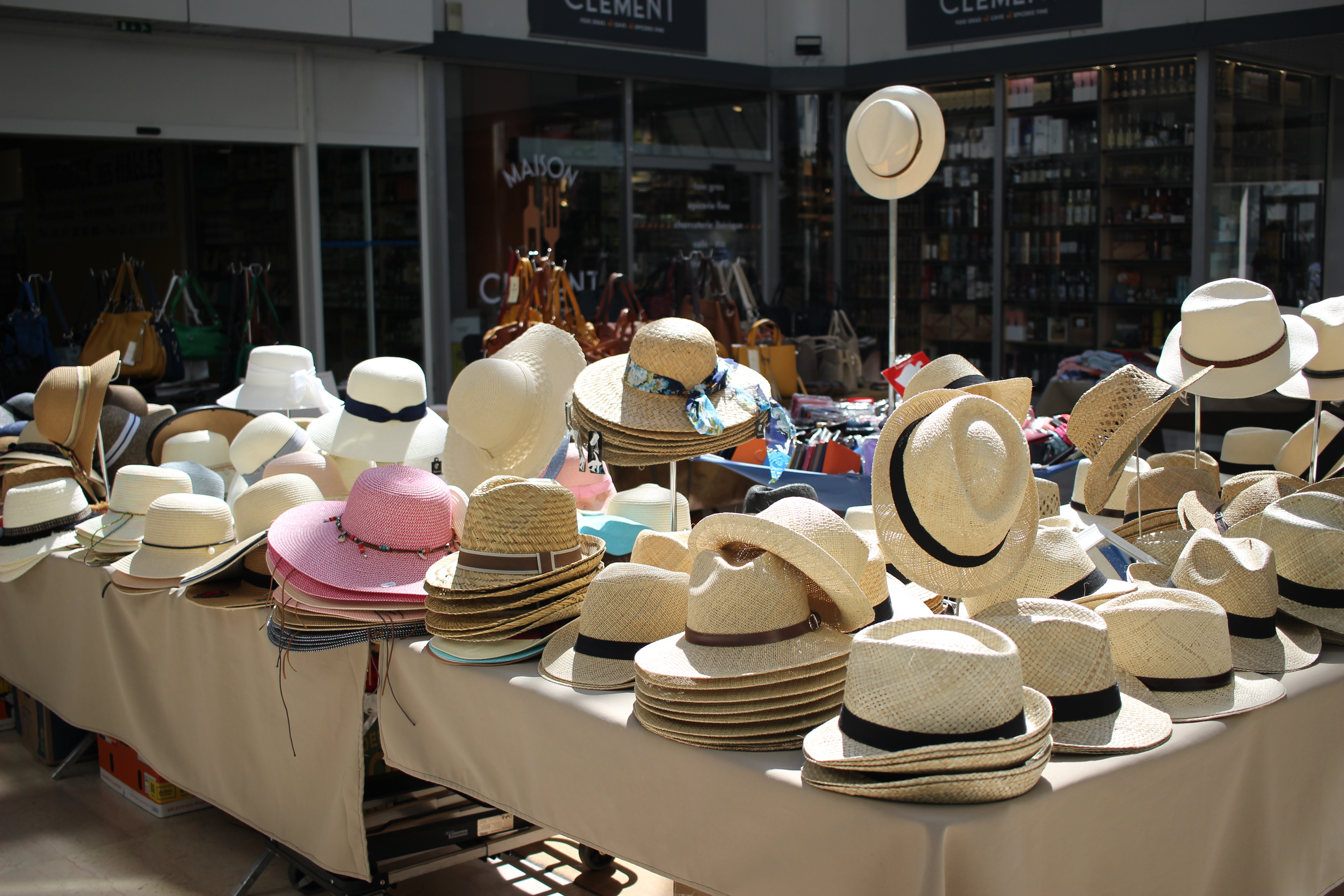
Étal de chapeaux, à Tours (France).

L'anatomie externe du chapeau se compose généralement de trois éléments : la calotte (partie supérieure emboîtant le crâne , elle est constituée de la couronne, de la carre et du montant, qui peut être plus ou moins important), le bord (côté médian d'un chapeau appelé aussi flanc, « ailes » lorsqu'il concerne les côtés, et « passe » chez certains chapeliers et modistes ou), la garniture (le plus souvent un ruban, un galon ou un cordon entourant la base la calotte). L'anatomie interne se compose de plusieurs éléments : le bord, l'entrée de tête, la coiffe (carré de soie placé sous le fond), la bouffette (petit nœud en ruban qui indique l'arrière du chapeau) et la griffe (petit rectangle de soie, cousu sur le gros-grain qui borde l'entrée de tête, sur lequel est inscrit le nom et l'adresse du modiste, généralement en lettres d'or) .

## Personnages portant souvent des chapeaux

### Personnalités
- Napoléon Bonaparte, empereur des Français : bicorne ;
- Robert Baden-Powell, fondateur du scoutisme : quatre-bosses ;
- Maurice Chevalier : canotier ;
- Winston Churchill : Homburg ;
- Jacques-Yves Cousteau : bonnet rouge ;
- Pete Doherty, chanteur ;
- Élisabeth II, reine du Royaume-Uni ;
- Geneviève de Fontenay du comité Miss France ;
- Danyel Gérard, chanteur français ;
- Humphrey Bogart, acteur américain : borsalino
- Yasser Arafat, homme politique palestinien : keffieh ;
- Michael Jackson, chanteur et danseur américain ;
- Elton John (de la fin des années 1970 à la fin des années 1980), chanteur/compositeur britannique ;
- Jason Kay, chanteur du groupe Jamiroquai ;
- Alicia Keys, chanteuse ;
- François Mitterrand, président de la République française de 1981 à 1995 ;
- Jean Moulin, résistant : mou souple ;
- Jason Mraz, chanteur américain ;
- Amélie Nothomb, écrivaine belge ;
- Paille, chanteur de dancehall de Martinique ;
- Compay Segundo, chanteur et musicien cubain ;
- Frank Sinatra, chanteur : Panama ;
- Slash, guitariste anglo-américain : haut-de-forme ;
- David Thomas, chanteur et musicien américain ;
- Charles Trenet : chapeau mou ;
- Marc Veyrat, cuisinier français ;
- Pharrell Williams, styliste et chanteur américain ;
- Bruno Mars, chanteur, musicien et compositeur américain ;
- Al Capone, gangster américain.

### Personnages de fiction
- Alex et ses droogs dans L'Orange mécanique : chapeau melon ;
- les Blues Brothers ;
- Madame Chapeau dans la pièce de théâtre Bossemans et Coppenolle ;
- Charlot, personnage créé par Charlie Chaplin ;
- Clopin Trouillefou Notre Dame de Paris, Victor Hugo.
- Dupond et Dupont dans les bandes dessinées des Aventures de Tintin ;
- Speedy Gonzales des Looney Tunes : sombrero ;
- Sherlock Holmes : deerstalker ;
- Indiana Jones ;
- John Ross « J.R. » Ewing dans le feuilleton Dallas ;
- Freddy Krueger ;
- Laurel et Hardy ;
- Hannibal Lecter ;
- Jarlaxle Baenre. Personnage de la Légende de Drizzt.
- John Steed, héros de la série Chapeau melon et bottes de cuir : chapeau melon
- Monkey D. Luffy dans l’anime One Piece : chapeau de paille ;
- Lucky Luke : stetson ;
- Arsène Lupin ;
- Corto Maltese : casquette de marin ;
- le Baron Samedi : haut de forme ;
- le Père Noël ;
- Jack Sparrow ;
- Luca Torelli de la bande dessinée Torpedo : borsalino
- Picsou : haut de forme ;
- Spirou : calot de groom ;
- Tata Yoyo, personnage inventée par Annie Cordy dans la chanson du même nom...
- Reborn : borsalino ;
- le Chapelier fou, personnage d’Alice au pays des merveilles : haut de forme ;
- Willy Wonka, personnage de Charlie et la Chocolaterie : haut de forme.
- Mary Poppins